# Stand Up (Lied)
Stand Up ist ein von Joshuah Brian Campbell und Cynthia Erivo für den Film Harriet von Kasi Lemmons geschriebener Song, der von Erivo gesungen wird, die im Film in der Titelrolle von Harriet Tubman zu sehen ist. Er wurde im Rahmen der Oscarverleihung 2020 als bester Song nominiert.

## Entstehung

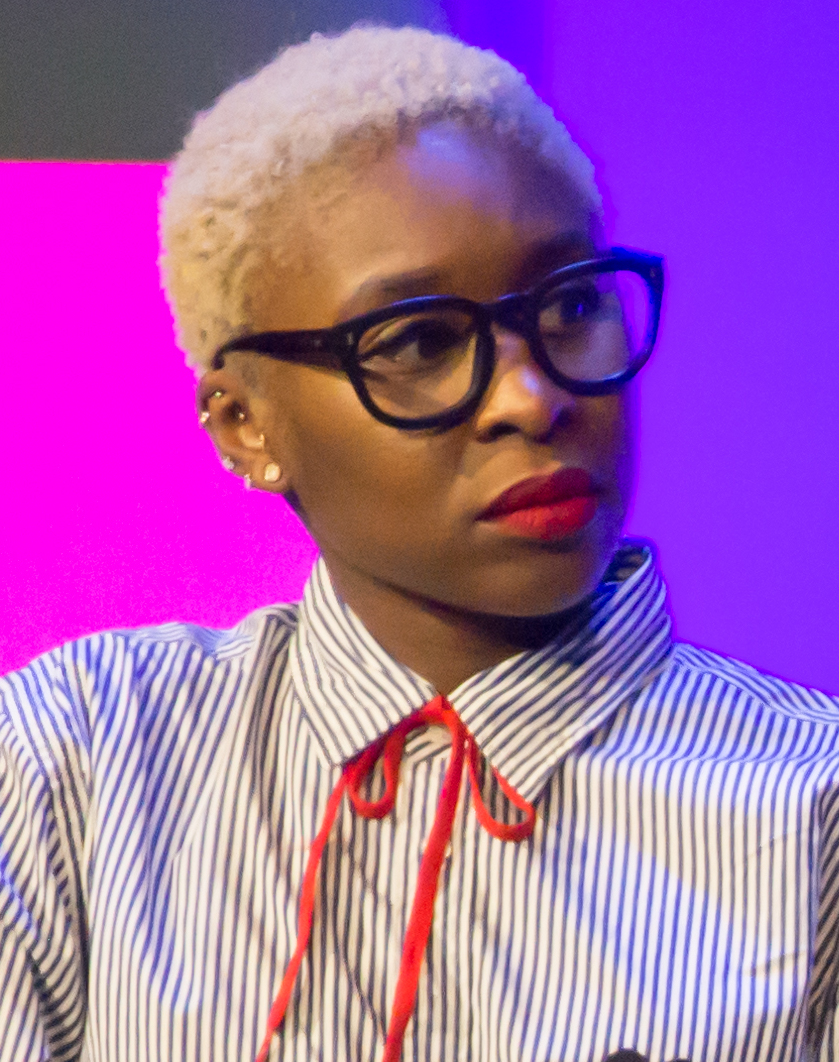
Gesungen wird Stand Up von der Tony-Award-, Grammy- und Emmy-Preisträgerin Cynthia Erivo, die Harriet die afroamerikanische Fluchthelferin Harriet Tubman spielt

Der Text zu Stand Up stammt von Joshuah Brian Campbell und Tony-Award-, Grammy- und Emmy-Preisträgerin Cynthia Erivo. Das Lied wurde für den Film Harriet von Kasi Lemmons geschrieben. Erivo ist darin in der Titelrolle der afroamerikanischen Fluchthelferin Harriet Tubman zu sehen. Nach Ende der Dreharbeiten setzte sie sich mit Campbell zusammen, um gemeinsam den Text zu schreiben. Im Song beschreibt Harriet, wie sie mit einem Gewehr bewaffnet ihre Leute in die Freiheit führt. Es handelt sich um den Titelsong des Films der im Abspann gespielt wird.

## Veröffentlichung
Stand Up wurde am 25. Oktober 2019 von Back Lot Music als Download veröffentlicht und ist auf dem Soundtrack-Album zum Film enthalten.

## Auszeichnungen
Critics’ Choice Movie Awards 2020
- Nominierung als Bester Song

Golden Globe Awards 2020
- Nominierung als Bester Filmsong (Cynthia Erivo)

Grammy Awards 2021
- Nominierung als Best Song Written For Visual Media (Joshuah Brian Campbell und Cynthia Erivo)[6]

Hollywood Music in Media Awards 2019
- Auszeichnung als Bester Song – Spielfilm (Cynthia Erivo und Joshuah Brian Campbell)[7]

NAACP Image Awards 2020
- Nominierung als Bester Song – Traditional (Cynthia Erivo)[8]

Oscarverleihung 2020
- Nominierung als Bester Song

Society of Composers & Lyricists Awards 2020
- Auszeichnung in der Kategorie Original Song for Visual Media (Cynthia Erivo und Joshuah Brian Campbell)[9]

World Soundtrack Awards 2020
- Nominierung in der Kategorie Best Original Song (Cynthia Erivo und Joshuah Brian Campbell)[10]